# Кросбі (Міннесота)
Кросбі (англ. Crosby) — місто (англ. city) в США, в окрузі Кроу-Вінг штату Міннесота. Населення — 2360 осіб (2020).

## Географія
Кросбі розташоване за координатами 46°29′36″ пн. ш. 93°56′45″ зх. д. / 46.49333° пн. ш. 93.94583° зх. д. (46.493408, -93.945894).  За даними Бюро перепису населення США в 2010 році місто мало площу 9,65 км², з яких 7,94 км² — суходіл та 1,70 км² — водойми.

## Демографія
Згідно з переписом 2010 року, у місті мешкало 2386 осіб у 1065 домогосподарствах у складі 552 родин. Густота населення становила 247 осіб/км².  Було 1241 помешкання (129/км²).
Расовий склад населення:
| - 96,3 % — білих - 1,1 % — корінних американців - 0,6 % — азіатів - 0,4 % — чорних або афроамериканців |

До двох чи більше рас належало 1,5 %. Частка іспаномовних становила 1,3 % від усіх жителів.
За віковим діапазоном населення розподілялося таким чином: 23,3 % — особи молодші 18 років, 52,5 % — особи у віці 18—64 років, 24,2 % — особи у віці 65 років та старші. Медіана віку мешканця становила 43,2 року. На 100 осіб жіночої статі у місті припадало 87,6 чоловіків;  на 100 жінок у віці від 18 років та старших — 82,3 чоловіків також старших 18 років.
Середній дохід на одне домашнє господарство  становив 55 438 доларів США (медіана — 29 906), а середній дохід на одну сім'ю — 64 414 долари (медіана — 53 942). Медіана доходів становила 40 781 долар для чоловіків та 26 308 доларів для жінок. За межею бідності перебувало 17,5 % осіб, у тому числі 31,4 % дітей у віці до 18 років та 7,4 % осіб у віці 65 років та старших.
Цивільне працевлаштоване населення становило 885 осіб. Основні галузі зайнятості: освіта, охорона здоров'я та соціальна допомога — 36,3 %, мистецтво, розваги та відпочинок — 14,0 %, роздрібна торгівля — 12,3 %, виробництво — 10,8 %.